# Michael V. L. Bennett
Michael Vander Laan Bennett (* 7. Januar 1931; † 16. November 2023 in New York City, Vereinigte Staaten) war ein US-amerikanischer Neurobiologe.
Bennett war zuletzt bis zu seiner Emeritierung im Jahr 2005 Professor für Neurowissenschaften am Albert Einstein College of Medicine in New York City. In einem Nachruf der Fachzeitschrift PNAS hieß es, Bennett sei „eine weltweit anerkannte Autorität“ auf dem Gebiet des Erforschens der Synapsen des Nervensystems gewesen, und sein Institut gelte weltweit als Referenzzentrum für das Erforschen von Gap Junctions.

## Leben
Mike Bennett studierte zunächst Zoologie an der Yale University in New Haven (Connecticut). Nach dem Abschlussexamen wurde ihm ein Rhodes-Stipendium zuerkannt, weswegen er nach England ans Balliol College der University of Oxford wechselte und dort 1957 den Doktorgrad (Dr. phil.) erwarb. Zurück in den USA, wurde er zunächst Assistant Professor und 1960 Associate Professor für Neurologie an der Columbia University in New York City und forschte dort in Zusammenarbeit mit Harry Grundfest. Mitte der 1960er-Jahre wurde er von Dominick P. Purpura (1927–2019) als Professor für Anatomie an das Albert Einstein College of Medicine berufen. 1986 wurde er an gleicher Stelle auf den Sylvia and Robert S. Olnick Lehrstuhl für Neurowissenschaften berufen, den er bis zu seiner Emeritierung innehatte. Von 1982 bis 1996 war er zudem Direktor des Instituts für Neurowissenschaften.
Mike Bennett starb im Alter von 92 Jahren – wenige Stunden nach einem plötzlichen Unwohlsein – in einem New Yorker Krankenhaus. Er hinterließ seine Ehefrau aus zweiter Ehe, Suzanne Zukin und deren Tochter, sowie seine Ehefrau aus erster Ehe und die beiden gemeinsamen Kinder aus dieser Ehe. Seit dem ersten Falmouth Road Race, einem Volkslauf, der seit 1973 alljährlich im August stattfindet, hatte Mike Bennett an ihm teilgenommen, zuletzt 2021, im Alter von 90 Jahren.

## Forschung
Für seine Doktorarbeit hatte Bennett sich mit der funktionellen Organisation der Hirnrinde der Säugetiere befasst. Die Zusammenarbeit mit Harry Grundfest an der Columbia University ermöglichte es ihm, mit scharfen Elektroden intrazelluläre Ableitungen von Neuronen und von Effektorzellen bei einer Vielzahl von Arten (Wirbellose und Fische) zu machen, deren Nervensystem auf Aktivitäten spezialisiert ist, die eine synchronisierte oder schnelle Erregungsübertragung erfordern. Insbesondere befasste er sich in seinen anfänglichen Studien mit den Elektroplax, die elektrische Spannung erzeugen und dazu beitragen, durch Stromstöße Beutetiere zu lähmen und Feinde abzuwehren.
Bennett und seinen Mitarbeitern gelang schließlich Ende der 1960er-Jahre der anatomische Nachweis, dass es bei Fischen synaptische Verbindungen von Nervenzelle zu Nervenzelle in Form von elektrischen Koppelungen gibt, die später als Gap junctions bekannt wurden.
Es folgten zahlreiche Übersichtsarbeiten, in denen er das Nebeneinander elektrischer und chemischer Synapsen beschrieb und auf die Vorteile der elektrischen Übertragung für Geschwindigkeit und Synchronität hinwies. In weiteren Studien untersuchte Bennett, wie schwache elektrische Felder durch ihre spezialisierten Rezeptoren, die Lorenzinischen Ampullen, wahrgenommen werden.

## Ehrungen
- 1981: Mitglied der National Academy of Sciences

## Schriften (Auswahl)
- Michael V. L. Bennett et al.: Gap junctions: New tools, new answers, new questions. Review in: Neuron. Band 6, Nr. 3, 1991, S. 305–320, doi:10.1016/0896-6273(91)90241-Q.
- Michael V. L Bennett et al.: New roles for astrocytes: Gap junction hemichannels have something to communicate. Review in: Trends in Neurosciences. Band 26, Nr. 11, 2003, S. 610–617, doi:10.1016/j.tins.2003.09.008.
- Michael V. L Bennett und R. Suzanne Zukin:  Electrical Coupling and Neuronal Synchronization in the Mammalian Brain. Review in: Neuron. Band 41, Nr. 4, 2004, S. 495–511, doi:10.1016/S0896-6273(04)00043-1.

## Belege
1. ↑  Juan C. Sáez: Michael V. L. Bennett (1931 to 2023): A world-renowned authority in the field of electrical synapses in the nervous system. In: PNAS. Band 121, Nr. 10, 2024, e2401039121, doi:10.1073/pnas.2401039121.
2. ↑  University of Chicago, Marine Biological Laboratory: Michael V.L. Bennett.
3. ↑  Michael V. L. Bennett, Yasuko Nakajima und George D. Pappas: Physiology and ultrastructure of electrotonic junctions. I. Supramedullary neurons. In: Journal of Neurophysiologie. Band 30, Nr. 2, 1967, S. 161–179, doi:10.1152/jn.1967.30.2.161.
 Michael V. L. Bennett, George D. Pappas, Emilio Aljure und Yasuko Nakajima: Physiology and ultrastructure of electrotonic junctions. II. Spinal and medullary electromotor nuclei in mormyrid fish. In: Journal of Neurophysiologie. Band 30, Nr. 2, 1967, S. 180–208, doi:10.1152/jn.1967.30.2.180.
 Michael V. L. Bennett, Yasuko Nakajima und George D. Pappas: Physiology and ultrastructure of electrotonic junctions. III. Giant electromotor neurons of Malapterurus electricus. In: Journal of Neurophysiologie. Band 30, Nr. 2, 1967, S. 209–235, doi:10.1152/jn.1967.30.2.209. 
 Michael V. L. Bennett, George D. Pappas, M. Giménez und Yasuko Nakajima: Physiology and ultrastructure of electrotonic junctions. IV. Medullary electromotor nuclei in gymnotid fish. In: Journal of Neurophysiologie. Band 30, Nr. 2, 1967, S. 236–300, doi:10.1152/jn.1967.30.2.236.
4. ↑   S. Obara und M. V. L. Bennett: Mode of Operation of Ampullae of Lorenzini of the Skate, Raja. In: Journal of General Physiology. Band 60, Nr. 5, 972, S. 534–557, doi:10.1085/jgp.60.5.534.
5. ↑  Ricardo C. Araneda und Michael V. L. Bennett: Electrical Properties of Electroreceptor Cells Isolated from Skate Ampulla of Lorenzini. In: The Biological Bulletin. Band 185, Nr. 2, 1993, S. 310–311, doi:10.1086/BBLv185n2p310.

| Personendaten    | Personendaten                                                    |
| ---------------- | ---------------------------------------------------------------- |
| NAME             | Bennett, Michael V. L.                                           |
| ALTERNATIVNAMEN  | Bennett, Mike; Bennett Vander Laan, Michael (vollständiger Name) |
| KURZBESCHREIBUNG | US-amerikanischer Neurobiologe                                   |
| GEBURTSDATUM     | 7. Januar 1931                                                   |
| STERBEDATUM      | 16. November 2023                                                |
| STERBEORT        | New York City                                                    |